# Fawwaz bin Abd al-Aziz Al Saud
Fawwaz bin Abd al-Aziz Al Saud (in arabo فواز بن عبد العزيز آل سعود‎?; Ta'if, 1934 – Parigi, 19 luglio 2008) è stato un principe, politico e imprenditore saudita, membro della famiglia reale Al Saʿūd.
Nel 2006, Fawwaz divenne membro della Commissione di Fedeltà. Tuttavia, morì nel luglio del 2008, sei mesi circa dopo la costituzione del Consiglio di Fedeltà.

## Primi anni di vita ed educazione
Il principe Fawwaz è nato a Ta'if nel 1934. Era figlio di re Abd al-Aziz e Bazza (morta nel 1940), donna siriana o marocchina. Fawwaz era il 24° figlio del sovrano. Il suo unico fratello germano è il principe Bandar.
Ha ricevuto l'educazione primaria presso la Scuola dei Principi di Riyad.

## Carriera
Il principe Fawwaz è stato Governatore di Riyad dal 1960 al 1961. Il 18 giugno 1969 è stato nominato Vice Governatore della Provincia della Mecca. In seguito, ha servito come governatore della stessa provincia dal 1971 al 1980. Era governatore quando si è verificato il sequestro della Grande Moschea. Dopo questo evento, è stato rimosso dal suo incarico.

## Movimento dei Principi Liberi
Fawwaz, assieme ai principe Talal e Badr fece parte del Movimento dei principi liberi dal 1962 al febbraio 1964.

## Vita personale
Il principe Fawwaz era sposato con Fawzia bint Hussain Izzat. Aveva solo un figlio adottivo che non lo ha potuto sostituire in seno al Consiglio di Fedeltà. Aveva una vasta gamma di attività connesse allo sviluppo della proprietà nel regno.
Una versione particolare di Rolls-Royce Limited, è stata consegnata al principe l'8 febbraio 1966 dal Paris Rolls Royce Concessionaires per il suo uso in Europa, in particolare nella zona della Riviera.
Fawwaz era uno dei membri della famiglia reale che è stato duramente criticato da Juhayman al-Otaybi per i suoi imperturbabili vizi del bere, del gioco d'azzardo e della corruzione.

## Morte e funerale
Fawwaz morì a Parigi il 19 luglio 2008, all'età di 74 anni, dopo aver sofferto di una malattia. Il funerale si è tenuto nella Grande Moschea della Mecca, il 20 luglio 2008 ed è stato poi sepolto nel cimitero al-Adl della città. Messaggi di condoglianze sono stati inviati a re Abd Allah, al governo e alla famiglia reale da Hamad bin Isa Al Khalifa, re del Bahrein, Sabah IV al-Ahmad al-Jabir Al Sabah, emiro del Kuwait, Hamad bin Khalifa al-Thani e da Tamim bin Hamad Al Thani, emiro e principe ereditario del Qatar.